# المضو
المضو هي أحد قرى سهم العردف مديريرية الشعيب في اليمن. تقع القرية في غرب مديرية الشعيب محافظة الضالع باليمن، ويحدها من الشرق قرية أشمان وجبل اشمان وقرية حدالة ومن الشمال قرية اقذيذ والمكسر ومن الغرب والشمال الغربي منطقةمريس التي تتبع مديرية قعطبة ومن الجنوب جبل العوابل. وترتفع المضو على مستوى سطح البحر 2183 متر.

بلغ عدد سكان المضو في 2004 1226نسمة ، وفي تعدد لأفراد القرية في 2012 بلغ عدد السكان 1691 نسمة.

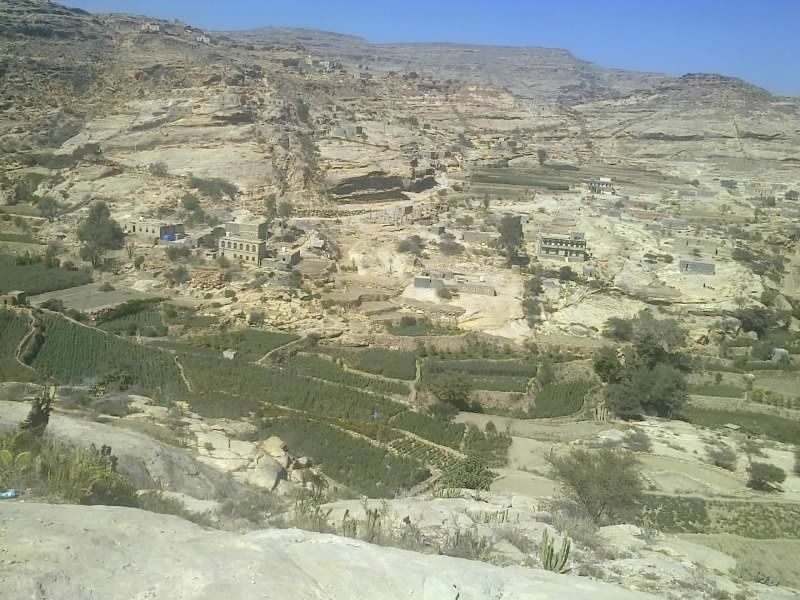
منطقة الوادي بقرية المضو

## التعليم والصحة والجمعية الخيرية
انشئت في المضومدرسة في عهد الاستعمار البريطاني لليمن الجنوبي وتحديدا في العام 1964 حيث كان يدرس فيه من الصف الأول الابتدائي حتى الصف الثامن لقرى المضوو اقذيذ والمشارع وأشمان بعد بذالك وخصوصا بعد عام 2008 تم اضافه صف دراسي الصف التاسع ومع مطلع
العام 2008 تم الحاق ثلاثة فصول دراسيه للمرحلة الثانوية، وفي عام 2011 تم فصل الثانوية الذي سميت ثانوية الفقيد علي اسعد المصري

تكريما للفقيد الشيخ علي أسعد المصريالذي قدم أرضه لانشاء المدرستين واسهاماته العديدة في خدمة قرية المضو. فصلت الثانوية عن المدرسة الاساسية التي تسمى صلاح الدين وقبل هذا الاسم سميت مدرسة الصمود الموحدة، الذي تخرج منها الكثير من الطلاب، وتضم المدرسة الأساسية والثانوية أكثر من 800 طالب وطالبة.
المركز الصحي تم بنائه في عام2009 بعد هدم الوحدة الصحية الذي بنيت في ثمانيات القرن الماضي. أما جمعية أبناء المضو الخيرية تاسست في العام 2003 ويرأسها الشيخ غسان مثنى علي المصري منذ العام 2012.
للجمعية اسهامات عديدة في مجال الخير اهمها توفير
ايحار سكن للطلاب الدارسين من أبناء المضو في جامعة عدن في محافظةعدن.
كما قامت الجمعية بتكريم طلاب حلقات تعليم القران
```
[
4
]
```

كما كرمت الجمعية الطلاب المبرزين من الطلاب الدارسين بالمدرسة الأساسية والثانوية وطلاب المضو الدارسين بالجامعات 
كما اقامت الجمعية مسابقة رمضانيه كبرى بالمضو هي الأولى من نوعها بالمنطقة برعاية رجلل الأعمال منيف محمد طاهر قحطان أبو الحارث الذي قدم للمسابقة أكثر من 600 الف ريال يمني

## الموقع
الاحدثيات العامة على الخريطة للمضو هي:
خط العرض / خط الطول: 13 ° 50'59 "N44 ° 49'00" E
الإحداثيات العشرية: 13.8500 44.8167

## وصلات خارجية
https://m.wikidata.org/wiki/Q16118876
‌